# Erling Andersen
Erling Andersen (né le 22 septembre 1960 à Bergen) est un athlète norvégien spécialiste de la marche athlétique. 

## Biographie

### Palmarès
| Date | Compétition                    | Lieu         | Résultat | Épreuve         | Performance     |
| ---- | ------------------------------ | ------------ | -------- | --------------- | --------------- |
| 1979 | Championnats d'Europe juniors  | Bydgoszcz    | 2e       | 10 000 m marche | 41 min 12 s 80  |
| 1983 | Championnats d'Europe en salle | Budapest     | 3e       | 5 000 m marche  | 20 min 00 s 68  |
| 1983 | Championnats du monde          | Helsinki     | 21e      | 20 km marche    | 1 h 26 min 39 s |
| 1984 | Jeux olympiques d'été          | Los Angeles  | 8e       | 20 km marche    | 1 h 25 min 54 s |
| 1986 | Championnats d'Europe          | Stuttgart    | 10e      | 50 km marche    | 3 h 53 min 42 s |
| 1987 | Championnats du monde en salle | Indianapolis | 9e       | 5 000 m marche  | 19 min 26 s 18  |
| 1987 | Championnats d'Europe en salle | Liévin       | 10e      | 5 000 m marche  | 20 min 03 s 02  |
| 1987 | Championnats du monde          | Rome         | 15e      | 20 km marche    | 1 h 25 min 08 s |
| 1987 | Championnats du monde          | Rome         | 12e      | 50 km marche    | 3 h 55 min 52 s |
| 1988 | Championnats d'Europe en salle | Liévin       | 4e       | 5 000 m marche  | 18 min 49 s 10  |
| 1988 | Jeux olympiques d'été          | Séoul        | 22e      | 20 km marche    | 1 h 23 min 30 s |

### Records
| Épreuve      | Performance     | Lieu     | Date          |
| ------------ | --------------- | -------- | ------------- |
| 20 km marche | 1 h 22 min 15 s | New York | 3 mai 1987    |
| 50 km marche | 3 h 44 min 24 s | Borås    | 1er juin 1985 |